# Kalanchoideae
Kalanchoideae, potporodica tustikovki kojoj pripada 4 roda sukuilewntnih biljaka iz Afrike i juga Azije.

## Rodovi
1. Adromischus Lem.
2. Cotyledon L.
3. Kalanchoe Adans.
4. Tylecodon Toelken